# Метлина, Наталия Борисовна
Ната́лия Бори́совна Ме́тлина (род. 23 марта 1970, Москва, РСФСР, СССР) — российская журналистка, теле- и радиоведущая. Член Академии Российского телевидения. Депутат Московской городской думы VII и VIII созывов с 2019 года.

## Биография
Родилась в семье вузовских преподавателей. Отец — профессор, доктор филологических наук Борис Гиленсон (1932—2018), мать — Метлина София Ивановна — доцент, кандидат педагогических наук.
Окончила филологический факультет МГПУ им. В. И. Ленина. Ещё на пятом курсе университета начала вести авторский канал на радио «Резонанс». В апреле 1993 года по рекомендации своего однокурсника Василия Уткина была приглашена в телекомпанию «ВИD», где работала в качестве корреспондента в программе «Политбюро». В 1994 году перешла в программу «Совершенно секретно», где проработала в качестве специального корреспондента до осени 2000 года.
В 2001 году по приглашению Алексея Пиманова перешла работать в Телекомпанию «Останкино». За этот период ею был создан ряд телепрограмм из циклов «Документальный детектив», «Тайны века» и «Спецрасследование» (2004), выходившие на «Первом канале».
С июня 2008 года по 12 мая 2012 года совместно с Вадимом Муравьёвым являлась ведущей программы «Своими словами» на радио Финам FM.
С декабря 2009 года по август 2012 года — ведущая программы «Право голоса» на «Третьем канале».
С сентября по декабрь 2012 года — ведущая ток-шоу «Метла» на телеканале НТВ, которое было закрыто в конце года.
С сентября 2013 года по август 2014 года — ведущая программы «Защита Метлиной» на «Пятом канале».
С 2014 года сотрудничает с телеканалом «Звезда». Изначально как режиссёр и руководитель выпускала для канала документальный проект «Предатели» с Андреем Луговым. В октябре 2015 года — автор и руководитель документального сериала «Холодная война». С апреля 2016 года по июнь 2018 года — руководитель ток-шоу «Прогнозы» с Вероникой Крашенинниковой.
В августе 2016 года основала и возглавила производящую фирму ООО «Галеон Медиа».
С 21 июня по 20 июля 2017 года — ведущая ток-шоу «Здесь и там» на телеканале RTVi (поочерёдно с Антоном Хрековым). Вскоре ушла с телеканала, продолжив работу ведущей на телеканале «Звезда».
С 27 августа 2018 года ведёт авторское ток-шоу «Между тем» на телеканале «Звезда». С апреля 2021 года ведёт авторские стримы на youtube-канале «Звезда LIVE».
Член Общественного совета при ГУ МВД России по Московской области и при ФССП.
Является депутатом Московской городской Думы.

## Критика
13 октября 2012 года после выхода в эфир выпуска программы «Метла», посвящённой выборам в Координационный совет оппозиции, ведущую обвинили в ангажированности в ходе обсуждения темы, лжи и передёргивании, а также нападках на участников дискуссии. Помимо этого участники программы отметили значительные изменения при монтаже эфира, в ходе которого Леонид Гозман, бывший гостем программы, так и не появился в итоговой версии.
По мнению оппозиционных кандидатов, является «административным кандидатом» на выборах в Мосгордуму 2019 г..
В октябре 2021 года Метлина, после избрания в МосГорДуму резко и неуважительно высказалась в адрес пенсионеров, вследствие чего в соцсетях развернулась дискуссия об её отставке и сбора подписей по данному делу.

## Признание и награды
Является пятикратным финалистом «ТЭФИ», лауреатом «ТЭФИ» 1999 года, лауреатом премии IFPI «Золотой диск» за лучшую программу о борьбе с «пиратством», лауреатом конкурса «Щит и перо» МВД РФ, лауреат Международной премии в области журналистских расследований им. А.Боровика «Честь. Мужество. Мастерство».
Имеет многочисленные благодарности от директора ФСБ РФ и министра внутренних дел РФ.

## Санкции
15 января 2023 года, из-за вторжения России на Украину, внесена в санкционный список Украины, предполагается блокировка активов на территории страны, приостановка выполнения экономических и финансовых обязательств, прекращение культурных обменов и сотрудничества, лишение украинских госнаград.

## Личная жизнь
Мать двоих сыновей — Андрей (род. 1990, от первого брака) и Алексей (род. 2008, от второго брака).